# 考尔迪·奥德里奥索拉
考尔迪·奥德里奥索拉·耶雷吉（西班牙語：Kauldi Odriozola Yeregui，1997年1月7日—），西班牙男子手球运动员，2022年欧洲男子手球锦标赛银牌得主、2023年世界男子手球锦标赛铜牌得主、2024年夏季奥林匹克运动会男子铜牌得主。